# Розсувні двері

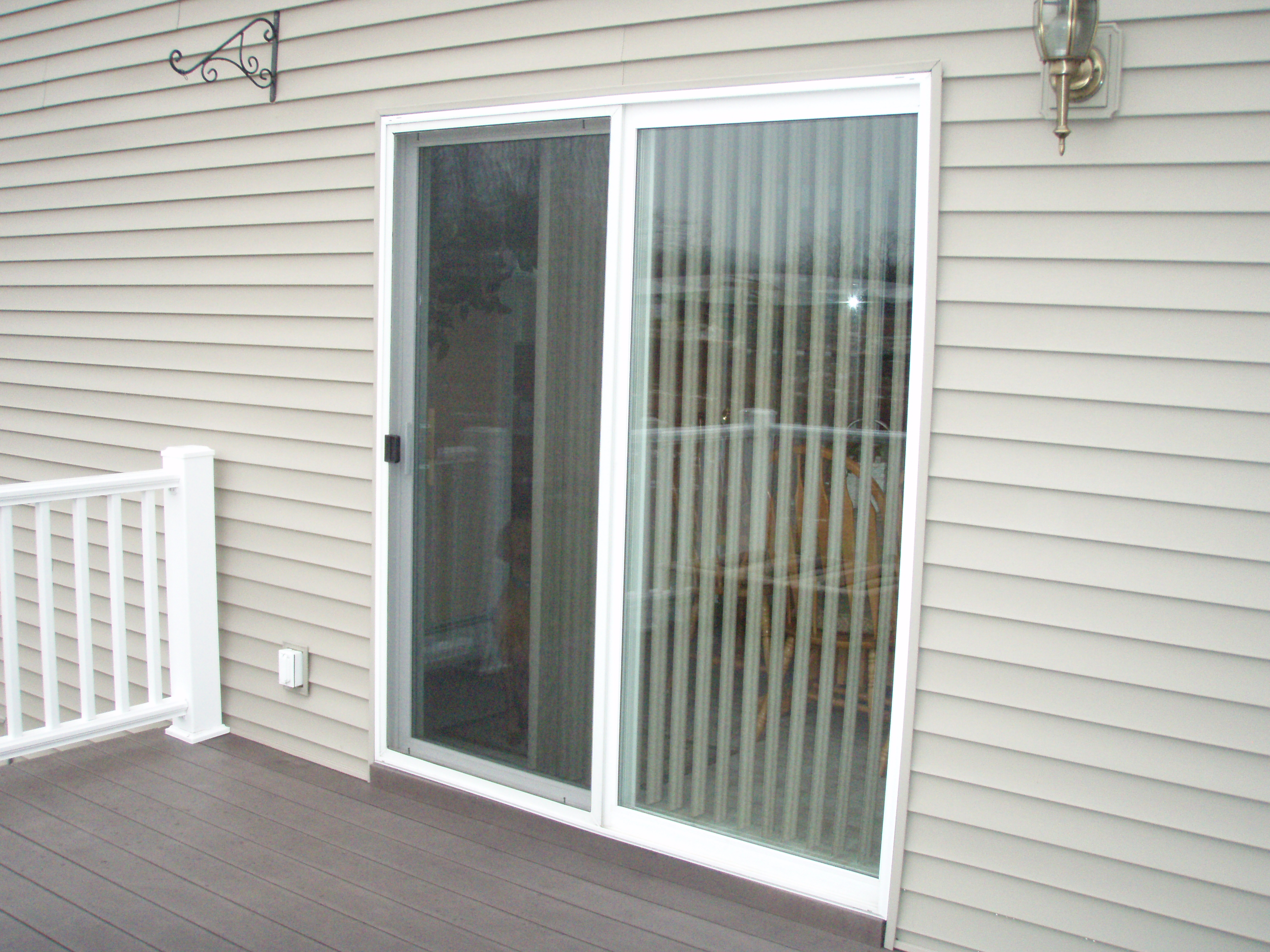
Скляні розсувні двері

Розсувні двері, двері-купе — двері, які при відкритті відсуваються в сторони, рухаючись при цьому поступально.

## Використання
Розсувні двері можуть використовуватися як перегородка, наприклад, між кімнатою і кухнею.
Вони часто використовуються в магазинах, великих торгових комплексах та громадському транспорті, так як їх конструкція добре піддається автоматизації.
Також розсувні двері є визначальним елементом в шафах-купе.

## Різновиди розсувних дверей
Розсувні двері бувають зовнішні і внутрішні (двері пенал) вони поділяються на одностулкові, двостулкові, паралельні, Радіанні коли з одного пенала виїжджають двері в різні боки, можуть складатися як з однієї стулки (з відкриттям в одну сторону або в обидві), так і з двох і більше.
Як матеріал для розсувних дверей використовують скло, дзеркало (як само по собі, так і закріпленим на основі з ДСтП), масив деревини, пластик. Розсувні двері декорують за допомогою вітражування, фотодруку, піскоструминної обробки скла, покриттям плівками ПВХ, пластиком, ротангом, бамбуком, а також іншими матеріалами. Обов'язковою вимогою до дзеркал без фіксації на матеріал — є армування, або обклеювання протиосколочною плівкою.
Сама рама розсувних дверей може бути виготовлена з дерева, пластика, металу. Як правило, це алюміній.